# Kővár vára

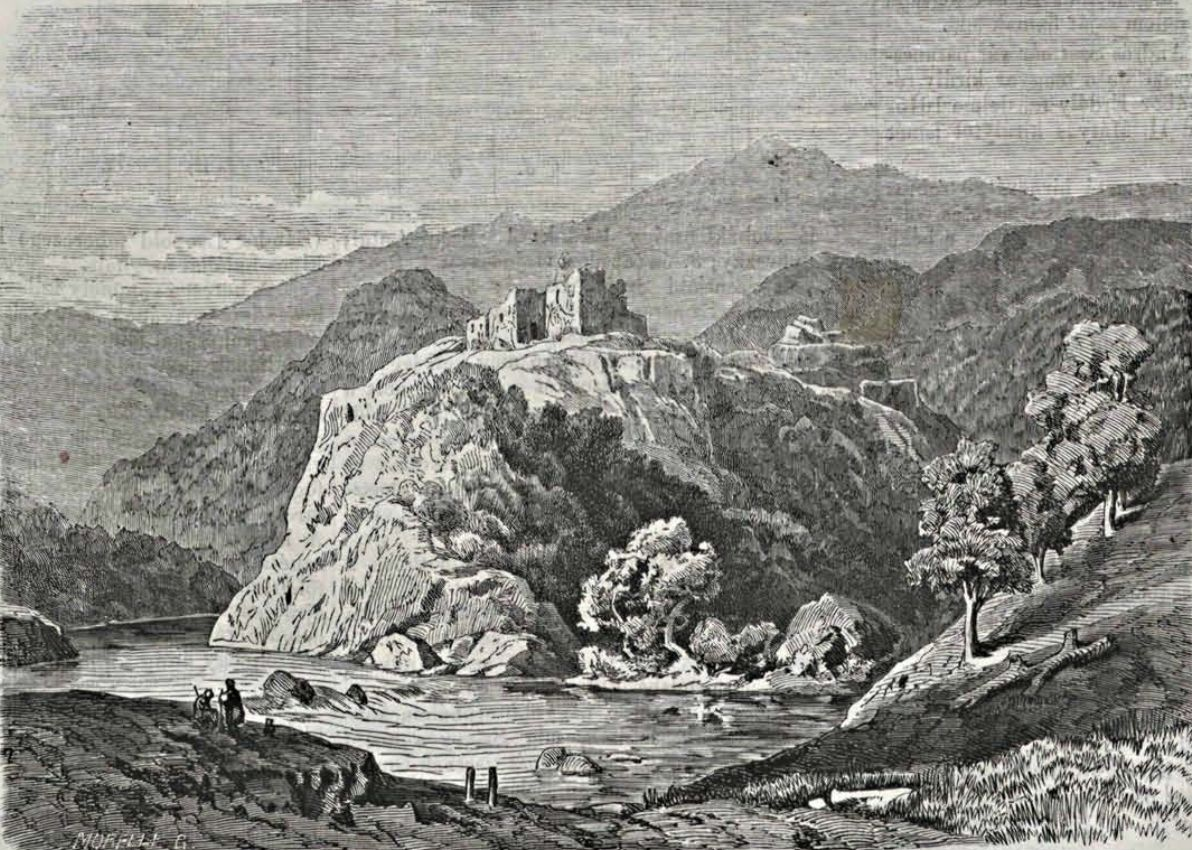
Kővár egy régi metszeten, a Lápos folyóval

Kővár vára, mely egykor a róla elnevezett Kővárvidék központja is volt, az erdélyi Berkeszpataka község területén található.
A vár a falutól keletre a Lápos-folyó szorosának északi kijáratánál, tengerszint feletti 407 méter magasságban épült fel. A mély szurdokszerű folyóvölgy három oldalról veszi körül a sziklás hegyfokon álló várat. A hajdan híres Kővár mára már csak rom, melynek területét erdő nőtte be.

## A vár alaprajza
Az egykori vár három részből állt:

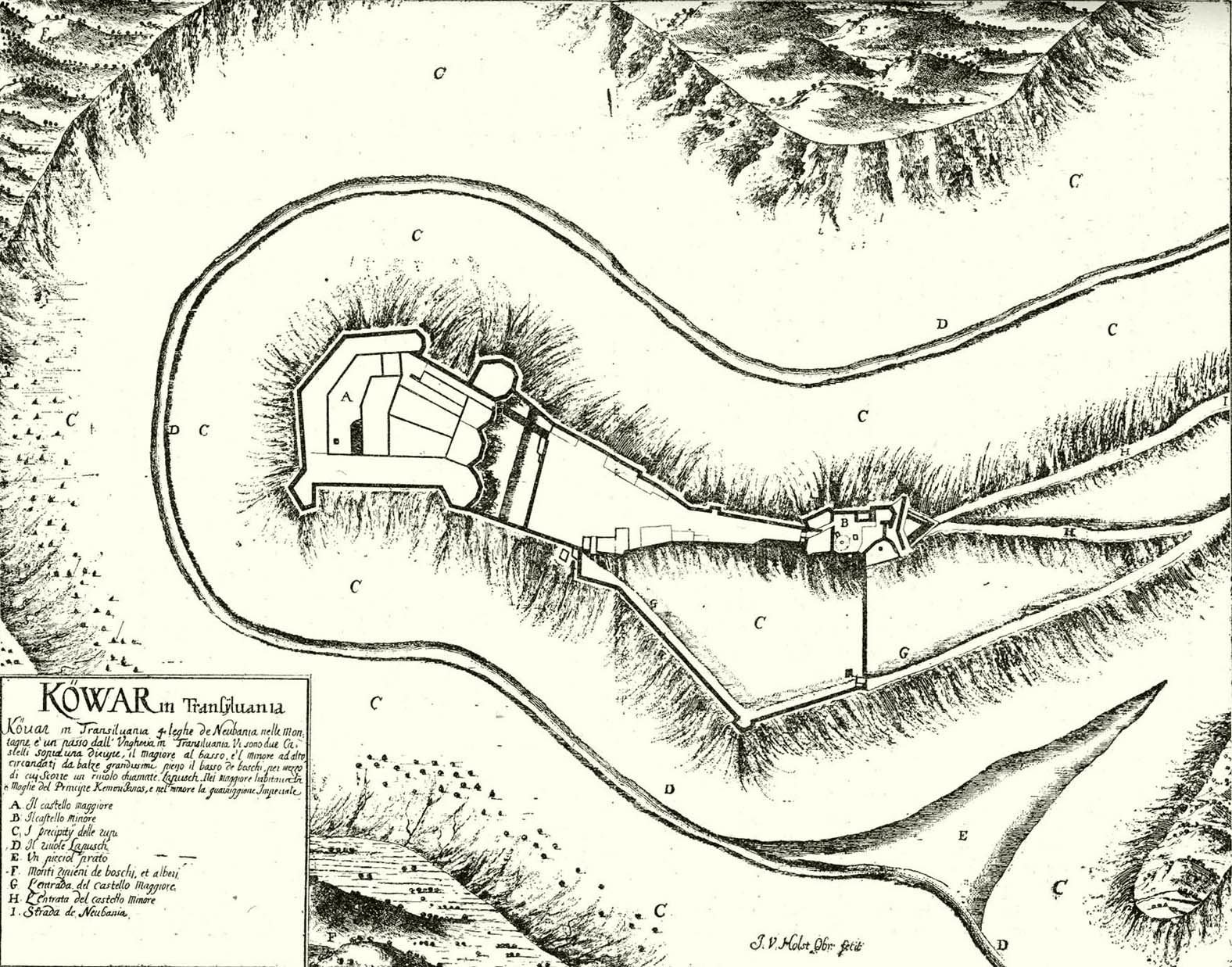
Kővár alaprajza (17. század)

A felső részben volt az urasági lak és udvar, a középsőben voltak a börtönök, hivatalok és a várőrség, az alsó vásárhelyül szolgált, vagy ahogy egykor nevezték "tojásudvarul".
E harmadik alsó részben még az 1800-as évek legvégén is látszottak a várpiac kövezetének nyomai, és közelében egy viszonylag nagy nyílás, mely besüppedt pince, vagy börtön lehetett.
- A vár időben legkorábbi részét a hegyfok közepén, a legmagasabb helyen álló kisméretű, négyszögletű, úgynevezett felső, vagy kisvár alkotta, melynek sarkain 4 torony állt, nyugati oldalán egy kisméretű, négyszögű bástyával, és az ez elé épített háromszögű ágyúállással.

A nyugat felé keskeny nyeregben folytatódó hegyfokon ment egykor a Nagybánya irányába tartó fő megközelítési út.
- A kelet felé enyhén kiszélesedő alacsonyabb terasz alkotta a hegyfok végét. Ezen építették fel az alsó, vagy nagyvárat, majd a kis- és nagyvárat egy kettős falszorossal kötötték össze, és az így nyert zárt udvar és a kisvár elé egy másik elővárat emeltek.

## Története
A vár a 14. század közepén csak helynévként bukkant fel: 1368-ban említették Lackfi András fia Imrét a kővári vajda fiaként, tehát ekkor már valószínűleg állhatott. Apja 1356 és 1359 között mint erdélyi vajda Kővár ura volt, tehát valószínű ez időszak előtt épült királyi várként, s lett az erdélyi vajda birtoka, melyet későbbi története is megerősíteni látszik.

### 14–15. század
Az 1370-es években királyi várként említették. 1375 és 1378 között Bélteki Balk és Bélteki Drág vajda birtoka volt. 1378-ban Nagy Lajos király adományozta el két korábbi birtokosának Bélteki Drágnak és  Bélteki Balknak. A tőlük származó Drágfiak 1555-ig, a család kihalásáig voltak urai a várnak és a hozzá tartozó tekintélyes uradalomnak.
1405-ben Zsigmond király a Drágfiaknak adományozta a várat. A hatalmas uradalomhoz ekkor már 58 település tartozott, melyek a következők voltak:

Nyékfalva, Berkesz, Magyarlápos, Tóthfalu, Sülelmed, Kisardó, Görcsön, Szilágycseh,
Kővárremete, Komas, Körtvélyes, Alsókápolnok, Középsőkápolnok, Kovácsfalva, Berence, Körpényes,
Vasmelyfalva, Kékes, Karulya, Szakállasfalva, Koltó, Alsókolcsó, Bozinta, Felsőaranyos, Alsóaranyos, Kalchua, Pusztahidegkút, Alsófentős, Felsőfentős, Hosszúfalu, Pribelfalva, Magasfalva, Dánfalva, Lukácsfalva, Fejérszék, Tölgyes, Nagheder, Kysheder, Somkút, Balkonia, Gavora, Váralja, Priszlop, Buny, Wilma, Körtvélyesrév, Fejérfalva, Lemény, Letka, Kocsoládfalva, Kozla, Babafalva, Tarbolcha, Somos, Győrtelek, Mathos Fekinda.

### 16–18. század

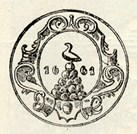
Kővárvidék címere (1661)

Kővár a 16. század második felétől a vár a kincstár kezén van, az Erdélyi fejedelemség egyik legfontosabb erőssége volt. 
Nagykiterjedésű uradalom  tartozott hozzá, amelynek lakói különféle katonai (puskások) és gazdasági (szállítás, javítások stb.) szolgáltatásokkal tartoztak részt venni a vár védelmében.
A vár  élén a főkapitány állt, kinek tisztsége a fejedelemség legfontosabb hivatalai közé számított.
1690 után Erdély betagozódásával a Habsburg Birodalom fokozatosan elveszítette katonai jelentőségét. 
1718-ban,  Rákóczi-szabadságharc után lerombolták.